# Ctenoplusia aenescens
Ctenoplusia aenescens är en fjärilsart som beskrevs av Louis Beethoven Prout 1921. Ctenoplusia aenescens ingår i släktet Ctenoplusia och familjen nattflyn. Inga underarter finns listade i Catalogue of Life.